# Alfa Romeo Capsula
De Alfa Romeo Capsula is een conceptauto van het Italiaanse autohuis Alfa Romeo uit 1982. De Capsula is gebaseerd op de Alfa Romeo Alfasud en heeft de Alfasud 1490 cc boxermotor onder de kap liggen. De auto oogde in zijn tijd zeer futuristisch.